# Louis McLane
Louis McLane (Smyrna, 28 de maio de 1786 — Baltimore, 7 de outubro de 1857) foi um advogado e político estadunidense. Foi veterano na guerra anglo-americana de 1812 e membro do Partido Federalista e mais tarde o Partido Democrata. Atuou como representante dos EUA pelo estado de Delaware, senador dos EUA por Delaware, Secretário do Tesouro, Secretário de Estado, embaixador dos Estados Unidos no Reino Unido, e presidente da estrada de ferro Baltimore-Ohio. McLane morreu em Baltimore e está enterrado no Green Mount Cemetery.

## Primeiros anos e família
Batizado em homenagem ao rei da França, McLane nasceu em Smyrna no estado de Delaware, filho de Allen e Rebecca Wells McLane. Allen McLane era um veterano da Revolução Americana e cobrador de impostos para o porto de Wilmington. Ele era bem conhecido e um fevoroso federalista. Como tal, recebeu o forte apoio de James A. Bayard, que conseguiu ver o antigo McLane como capaz de manter sua posição lucrativa, apesar da adesão de Thomas Jefferson para a Presidência em 1801. Na verdade, ele ocupou funções até na administração de Andrew Jackson. Grande parte da renda veio a partir da apreensão de contrabando, e Louis McLane herdou muito dessa riqueza, juntamente com as questões jurídicas que duraram muito além da morte de seu pai.
Louis McLane frequentava as escolas privadas e serviu como guarda-marinha no navio USS Philadelphia por um ano antes de ter 18 anos. Cursou o Newark College, e mais tarde, a Universidade de Delaware, e estudou Direito. Admitido em 1807, começou a exercer advocacia em Wilmington. Casou-se com Catherine Mary Milligan (Kitty) em 1812, e tiveram 13 filhos, incluindo Robert Milligan McLane, mais tarde governador de Maryland.
Durante a guerra anglo-americana de 1812 McLane ingressou na Companhia de Artilharia Wilmington, formada com o propósito de defender Wilmington. Quando Baltimore foi ameaçada, eles marcharam para a defesa, mas foram enviados de volta devido à falta de estrutura para eles em Baltimore. Em última análise, não viram nenhuma ação, e McLane deixou a unidade como primeiro-tenente.

## Congresso dos Estados Unidos
Após a Guerra de 1812, Delaware foi o único estado a continuar a ter o Partido Federalista viavelmente. Não sendo manchado pelas atividades secessionistas dos federalistas da Nova Inglaterra e adaptáveis o suficiente para instituir práticas eleitorais modernos, eles realizaram a lealdade da maioria da população sulista anglicana/metodista contra os presbiterianos aparentemente mais radicais e imigrantes irlandeses no Condado de Novo Castelo. Eles permaneceram com a força política dominante no estado na década de 1820, quando o partido finalmente desapareceu, dividido entre leais para com Andrew Jackson ou John Quincy Adams e do "sistema americano" de Henry Clay e os Whigs. Produtores do Condado de Novo Castelo uniram a maior parte da velha liderança do Partido Federalista para fazer dos Whigs a nova maioria no estado. Isto incluiu o mentor jurídico de McLane, James A. Bayard e vários membros da família Clayton, especialmente Thomas Clayton e seu primo, John M. Clayton.
McLane foi eleito para a Câmara dos Representantes dos Estados Unidos ao derrotar Thomas Clayton na nomeação federalista, como Clayton foi politicamente prejudicado por ter votado a favor de um aumento de salário no Congresso na sessão anterior. A partir de então os primos Clayton tornaram-se opositores de McLane por princípios políticos em Delaware. No entanto, McLane foi eleito seis vezes através do Partido Federalista para a Câmara dos Representantes, de 1816 sté 1826. Teve uma carreira distinta na Câmara, servindo por cinco mandatos completos de 4 de março de 1817 a 3 de março de 1827. Apesar de ser um federalista, foi Presidente da Comissão de Formas e Meios, sendo apenas não eleito Presidente da Câmara devido à sua filiação federalista.
Durante estas sessões, o Partido Federalista era tão pequeno e fraco que as divisões partidárias importava muito menos do que as relações pessoais que se desenvolveram entre os membros. McLane rapidamente se tornou um amigo e admirador de William H. Crawford e Martin Van Buren, e ao mesmo tempo um adversário de Henry Clay e John Quincy Adams. Estas amizades eram baseadas mais na personalidade do que com as ideias políticas, e foram tão importantes que McLane foi um dos mais fortes defensores de Crawford na eleição presidencial de 1824. Uma vez que Crawford voltou para a Geórgia, McLane e os outros defensores de Crawford foram para o partido de Andrew Jackson. Isso tudo foi mais fácil para ele dado a sua amizade existente com Martin Van Buren, que se tornou seu mentor e advogado.
McLane foi para o Senado dos Estados Unidos e serviu de 4 de março de 1827 até 29 de abril de 1829, quando renunciou. Conduzido à eleição presidencial de 1828, trabalhou com esforço para Andrew Jackson vencer em Delaware. Ao fazer isso, cortou completamente os laços com os Claytons e a facção política dominante no Estado. É evidente que teria poucas chances para ser reeleito senador ou para qualquer outro cargo na política de Delaware. Todas as suas esperanças consideráveis para uma posição de prestígio terminaram com a nomeação do novo presidente. Depois da tentativa frustrada de se tornar gabinete inicial, como ele esperava, McLane relutantemente aceitou a nomeação como embaixador para a Inglaterra, organizado por seu amigo Martin Van Buren, agora Secretário de Estado.

## Administração de Andrew Jackson
McLane renunciou ao Senado em 1829 para servir como Enviado Extraordinário e Ministro Plenipotenciário do Reino Unido. McLane foi instruído a informar que a sua nomeação sinalizou uma ruptura com a administração de John Quincy Adams, administração e que as questões de disputa sob a administração de Adams não seria mais problema para Jackson. Sua atribuição principal era a abertura do comércio entre os Estados Unidos e as ilhas caribenhas do Império Britânico. Neste esforço, foi bem recebido por Lord Aberdeen, o Secretário das Relações Exteriores, e com sucesso à sua missão. Durante seu mandato, o seu secretário pessoal foi Washington Irving, e depois, um amigo próximo da família.

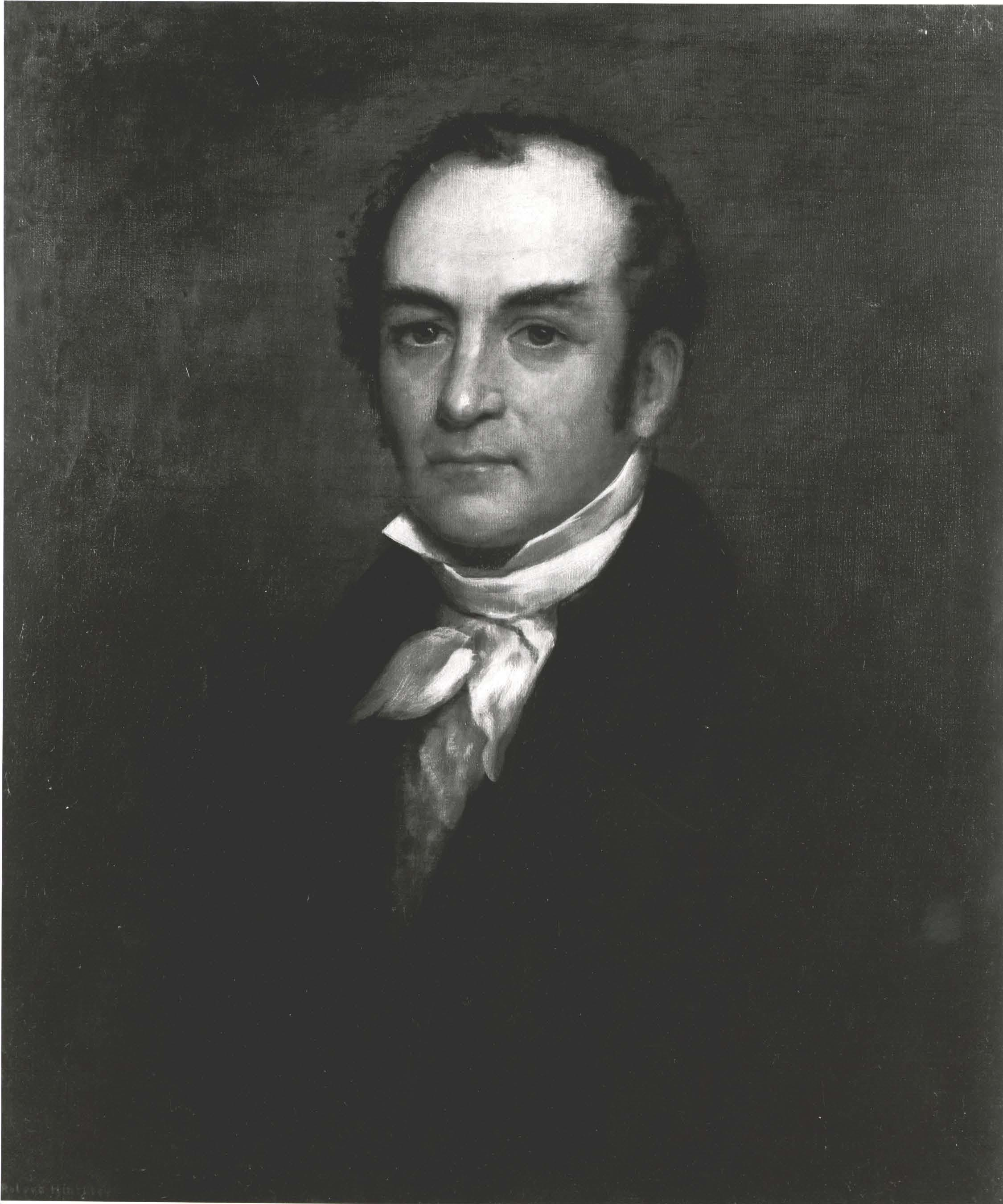
Louis McLane.

Dois anos depois, McLane, finalmente recebeu a nomeação que ele tanto desejava. O presidente dos Estados Unidos Andrew Jackson decidiu que precisava remover do gabinete os partidários do senador John C. Calhoun, e o sempre prestativo Martin Van Buren foi capaz de convencer o presidente a nomear McLane para ser o secretário do Tesouro. Ele voltou da Inglaterra e atuou como secretário de 8 de agosto de 1831 a 28 de maio de 1833. As principais questões enfrentadas por McLane nesta nova função foram as taxas de tarifas e os status do Segundo Banco dos Estados Unidos.
Quando McLane entrou para o gabinete de Jackson, assumiu imediatamente uma posição de liderança. Articulador, persuasivo e enérgico, dominou as questões em debate e estava confiante de que poderia ser apoiado pelos demais, incluindo o Presidente. Reconhecendo que havia uma diferença de opinião com Jackson sobre o Banco, buscou elaborar um plano com o presidente do banco, Nicholas Biddle, para fornecer a renovação do próximo documento de oprações do banco em troca da realização de um objectivo-chave do presidente, o término da dívida nacional. Em 7 de dezembro de 1831, propôs um plano abrangente para conseguir isso e muito mais. Todavia, acontecimentos conspiraram para frustrar o plano. O Procurador Geral Roger B. Taney procurou convencer Jackson de que o plano McLane era realmente uma nova característica do antigo programa federalista e em contradição com as próprios posições anteriores de Jackson. No momento em que Jackson estava pouco flexível sobre o assunto, McLane queria adiar a decisão até depois da eleição presidencial de 1832. Mas Henry Clay decidiu que a renovação do documento era um problema que poderia usar para derrotar Jackson e convenceu o presidente do Banco Biddle a pressioná-lo para uma imediata renovação. Por si só, isto caracterizou a oposição de Jackson para a renovação, que ele vetou, quando aprovada pelo Congresso. Isto causou-lhe na sua eventual vitória na eleição presidencial como um apoio popular de sua política do banco.
Gostando da personalidade de McLane e disposto a fazer mudanças no gabinete tão rapidamente, Jackson removeu a questão do banco da competência da McLane. No entanto, quando McLane se recusou a remover os depósitos governamentais do Segundo Banco dos Estados Unidos, Jackson teve que substituí-lo, e deu a McLane o cargo de Secretário de Estado. A seu substituto, Jackson escolheu William J. Duane, um homem muito disposto a retirar os depósitos. A nomeação foi um grande embaraço para Jackson, e muitos culparam McLane.
Enquanto tudo isso estava acontecendo, McLane negociou o que parecia ser um projeto de lei tarifária satisfatória, mas quando a Carolina do Sul desencadeou a Nullification Crisis (uma crise governamental), e McLane preparou o importante programa Force Bill de 1833 para fornecer a aplicação da tarifa.
Nomeado Secretário de Estado dos Estados Unidos, McLane servido a partir de 29 de maio de 1833 até 30 de junho de 1834. Rapidamente conseguiu a primeira grande reorganização do departamento, através da criação de sete novas agências. Conseguiu resolver uma disputa com a França, sobre o que eram conhecidas como "Spoliation Claim". Em 1832, a França concordou em reembolsar os Estados Unidos para as perdas de transporte de determinadas despesas efectuadas durante as Guerras Napoleônicas. No entanto, sucessivos governos franceses não conseguiram se apropriar dos recursos necessários. Jackson estava impaciente para resolver o problema e trabalhou com McLane para desenvolver uma política de linha dura, enfrentando o francês. Martin Van Buren era agora Vice-Presidente e sentiu o contrário. Sem consultar McLane, ele interveio directamente e convenceu Jackson a dar mais tempo aos franceses. McLane estava furioso com o seu antigo mentor jurídico com esta intervenção, e renunciou a sua posição, reconhecendo a sua aparente falta de autoridade em uma área de responsabilidade direta. O incidente também terminou a sua amizade com Van Buren, e eles nunca mais se falaram.

## Atividades comerciais
O Canal Morris e Banking Company, uma empresa de Nova Jérsei, em grande parte fixada em Nova Iorque, operava num canal de Phillipsburg para Newark, principalmente no transporte de carvão da Pensilvânia para Nova Iorque. Era também um banco. McLane foi presidente por um ano, tendo muitas melhorias implementadas, e produziu um dos anos mais rentáveis da empresa. Mas sua família estava em Wilmington e em sua segunda casa, "Bohemia". Nova Iorque era longe demais.
Portanto, quando deram-lhe uma oferta para assumir a Presidência da Estrada de Ferro Baltimore e Ohio, foi rapidamente aceito. Esta empresa operava uma ferrovia entre Baltimore e Washington, mas a sua ambição foi criar uma rota para o Rio Ohio, e mover o comércio do oeste para a cidade de Baltimore. Em 1837, os trilhos do leste iam apenas até Harpers Ferry, e a grande realização de McLane foi ver a extensão da "linha principal" a Cumberland. Isso trouxe a rota em proximidade com minas de carvão, o suficiente para fornecer um lucro regular. Os lucros não foram substanciais, todavia, e McLane conseguiu financiamentos e negociações com a Pensilvânia e a Virgínia para possíveis rotas para o oeste. Em última análise, foi decidida uma rota pela Virgínia, mas foi deixada para o sucessor realizar o objetivo. McLane nunca pareceu apreciar o valor deste trabalho e, finalmente, se retirou em 13 de setembro de 1848.

## Questão de Oregon
Apesar de seus reveses políticos McLane nunca perdeu sua ambição para o mais alto cargo político. Um de seus últimos remanescentes amigos políticos, desde o Congresso era James K. Polk, agora presidente dos Estados Unidos. Enquanto ele sonhava com algo muito maior, McLane tirou uma licença de ausência da ferrovia em 1845 e em 1846 voltou para a Inglaterra como Ministro Plenipotenciário, principalmente com a finalidade de coordenar as negociações sobre a fronteira do estado de Oregon. McLane foi lembrado do seu serviço anterior, e renovou suas antigas amizades. A base do acordo foi facilmente estabelecida, mas a posição pública de linha dura de Polk foi abalada apenas pela eclosão da Guerra Mexicano-Americana. McLane nunca recebeu o maior compromisso desejado e relutantemente voltou para a estrada de ferro.

## Eleições e funções
| Cargos públicos               | Cargos públicos | Cargos públicos | Cargos públicos     | Cargos públicos      | Cargos públicos | Cargos públicos |
| Cargo                         | Tipo            | Local           | Início              | Fim                  | Notas           |                 |
| ----------------------------- | --------------- | --------------- | ------------------- | -------------------- | --------------- | --------------- |
| Representante dos EUA         | Legislativo     | Washington      | 4 de março de 1817  | 3 de março de 1819   |                 |                 |
| Representante dos EUA         | Legislativo     | Washington      | 4 de março de 1819  | 3 de março de 1821   |                 |                 |
| Representante dos EUA         | Legislativo     | Washington      | 4 de março de 1821  | 3 de março de 1823   |                 |                 |
| Representante dos EUA         | Legislativo     | Washington      | 4 de março de 1823  | 3 de março de 1825   |                 |                 |
| Representante dos EUA         | Legislativo     | Washington      | 4 de março de 1825  | 3 de março de 1827   |                 |                 |
| Senador dos EUA               | Legislativo     | Washington      | 4 de março de 1827  | 16 de abril de 1829  |                 |                 |
| Ministro plenipotenciário     | Executivo       | Londres         | 18 de abril de 1829 | 13 de junho de 1831  | Reino Unido     |                 |
| Secretário do Tesouro dos EUA | Executivo       | Washington      | 8 de agosto de 1831 | 28 de maio de 1833   | nomeado         |                 |
| Secretário de Estado dos EUA  | Executivo       | Washington      | 29 de maio de 1833  | 30 de junho de 1834  | nomeado         |                 |
| Ministro plenipotenciário     | Executivo       | Londres         | 16 de junho de 1845 | 18 de agosto de 1846 | Reino Unido     |                 |

| Serviço no Congresso dos EUA | Serviço no Congresso dos EUA | Serviço no Congresso dos EUA | Serviço no Congresso dos EUA | Serviço no Congresso dos EUA | Serviço no Congresso dos EUA                               | Serviço no Congresso dos EUA |
| Datas                        | Legislatura                  | Câmara                       | Maioria                      | Presidente                   | Comitês                                                    | Classe/Distrito              |
| ---------------------------- | ---------------------------- | ---------------------------- | ---------------------------- | ---------------------------- | ---------------------------------------------------------- | ---------------------------- |
| 1817–1819                    | 15º                          | Representante                | Republicano                  | James Monroe                 | Comércio e Manufaturas                                     | 1º at-large                  |
| 1819–1821                    | 16º                          | Representante                | Republicano                  | James Monroe                 | Comérico (1ª sessão) Guerras e Negócios (2ª sessão)        | 1º at-large                  |
| 1821–1823                    | 17º                          | Representante                | Republicano                  | James Monroe                 | Assuntos navais (1ª sessão) Guerras e Negócios (2ª sessão) | 1º at-large                  |
| 1823–1825                    | 18º                          | Representante                | Republicano                  | James Monroe                 | Guerras e Negócios                                         | at-large                     |
| 1825–1827                    | 19º                          | Representante                | Nacional Republicano         | John Quincy Adams            | Guerras e Negócios                                         | at-large                     |
| 1827–1829                    | 20º                          | Senado                       | Democrata                    | John Quincy Adams            | Comércio, Finança                                          | classe 1                     |
| 1829–1831                    | 21º                          | Senado                       | Democrata                    | Andrew Jackson               | Comércio, Finança                                          | classe 1                     |

| Resultados eleitorais | Resultados eleitorais     | Resultados eleitorais | Resultados eleitorais       | Resultados eleitorais | Resultados eleitorais | Resultados eleitorais | Resultados eleitorais | Resultados eleitorais         | Resultados eleitorais | Resultados eleitorais | Resultados eleitorais |
| Ano                   | Cargo                     |                       | Indivíduo                   | Partido               | Votos                 | %                     |                       | Oponente                      | Partido               | Votos                 | %                     |
| --------------------- | ------------------------- | --------------------- | --------------------------- | --------------------- | --------------------- | --------------------- | --------------------- | ----------------------------- | --------------------- | --------------------- | --------------------- |
| 1816                  | Câmara dos Representantes |                       | Louis McLane Caleb Rodney   | Federalista           | 3,580 3,433           | 24% 23%               |                       | Willard Hall Caesar A. Rodney | Republicano           | 3,534 3,521           | 24%                   |
| 1818                  | Câmara dos Representantes |                       | Louis McLane Thomas Clayton | Federalista           | 3,098 2,902           | 26% 25%               |                       | Willard Hall George Read, II  | Republicano           | 3,007 2,810           | 25% 24%               |
| 1820                  | Câmara dos Representantes |                       | Louis McLane John Mitchell  | Federalista           | 3,918 3,500           | 26% 23%               |                       | Caesar A. Rodney Willard Hall | Republicano           | 4,029 3,525           | 27% 24%               |
| 1822                  | Câmara dos Representantes |                       | Louis McLane                | Federalista           | 4,110                 | 54%                   |                       | Arnold Naudain                | Republicano           | 3,466                 | 46%                   |
| 1824                  | Câmara dos Representantes |                       | Louis McLane                | Federalista           | 3,387                 | 52%                   |                       | Arnold Naudain                | Republicano           | 3,163                 | 48%                   |
| 1826                  | Câmara dos Representantes |                       | Louis McLane                | Federalista           | 4,630                 | 54%                   |                       | Arnold Naudain                | Republicano           | 3,931                 | 46%                   |